# Serious Sam II
Serious Sam ІІ (на български: Сам Сериозният 2) е хърватска екшън-игра, в която играчът управлява героя Сам Сериозния. Има разнообразен списък от оръжия, от които най-мощно е ядрената бомба. Сюжетът на играта се развива на далечна планета и целта на играча е да спаси Вселена. Играта е направена през 2005 г.
В играта първо ниво стартира с револвери, огнен топ и резачка. По-късно се взимат многоцевка, базука, ядрена бомба, двуцевка, папагал-бомба, топ, снайпер и др. Играта е част от анимационните игри от поредицата „Serious Sam“. От създателите на играта е и 2 key.
Сред злодеите са орки и техният водач, Албино, паяка-робот, Хилбо и много други. Тя е разнообразие: от чудовища, оръжия и игрални полета. В нея има босове:king kong, пчела, дракон и други.